# Oecetis narasimha
Oecetis narasimha är en nattsländeart som beskrevs av Schmid 1995. Oecetis narasimha ingår i släktet Oecetis och familjen långhornssländor. Inga underarter finns listade i Catalogue of Life.